# Надин Гордимър
Надин Гордимър (на английски: Nadine Gordimer) е южноафриканска писателка. Тя пише романи и разкази, основни мотиви в които са изгнанието и отчуждението. Получава Нобелова награда за литература през 1991 г.

## Биография и творчество
Надин Гордимър е родена в бяло семейство от средната класа в миньорския град Спрингс, близо до Йоханесбург. Завършва католическо училище. След това учи в университета Витватерсранд, но не го завършва. През 1953 издава първия си роман The Lying Days. Гордимър става известна с позициите си за преосмисляне и премахване на системата на апартейд в Южноафриканската република. Повечето нейни произведения описват етичните дилеми и психологическите напрежения в расово разделената ѝ родина.

### Романи
- The Lying Days (1953)
- A Guest of Honour
- The Conservationist (1974)
- Burger's Daughter (1979)
- July's People (1981)
- A Sport of Nature (1987)
- My Son's Story
- None to Accompany Me
- The House Gun
- The Pickup

### Сборници с разкази
- The Soft Voice of the Serpent (1952)
- Six feet of the country
- Not for publication
- Livingstone's companions
- Jump
- Why Haven't You Written: Selected Stories 1950-1972
- A Soldier's Embrace (1980)
- Super Fly Hunny

### Нехудожествени произведения
- The Essential Gesture
- On the Mines
- The Black Interpreters

### На български
- Разкази. София: Народна култура, 1974, 202 с.